# 23472 Rolfriekher
23472 Rolfriekher è un asteroide della fascia principale. Scoperto nel 1990, presenta un'orbita caratterizzata da un semiasse maggiore pari a 2,6090449 au e da un'eccentricità di 0,1571632, inclinata di 13,98869° rispetto all'eclittica.
L'asteroide è dedicato all'ottico tedesco Rolf Riekher.